# Jan Voneš
Jan Voneš (* 30. prosince 2000 Rudíkov) je český dráhový cyklista. Jeho největším úspěchem je 7. místo v madisonu na Olympijských hrách v Paříží, které získal společně s Denisem Rugovacem.

## Sportovní kariéra
Jan Voneš začínal jako fotbalista, hrál jej od pěti do třinácti let, hrál za Velké Meziříčí v Moravskoslezské lize žáků. Poté, co ho tento sport přestal bavit, zkusil cyklistiku, které se věnoval závodně dříve jeho otec. Bavilo jej to a tak se v červnu 2013 stal členem cyklistického klubu Favorit Brno. Následně přestoupil do Dukly Brno a v roce 2023 do TUFO–Pardus Prostějov. V roce 2017 se poprvé jako junior umístil na stupních vítězů na mistrovství ČR. V roce 2021 se stal dvojnásobným českým mistrem v kategorii Elite v závodě dvojic a ve stíhacím závodě družstev. V následujícím roce získal také dva tituly mistra republiky, a to ve stíhacím závodě družstev a ve vyřazovacím závodě.
V roce 2021 Voneš debutoval na mistrovství světa v dráhové cyklistice a na mistrovství Evropy v dráhové cyklistice v roce 2024 skončil jedenáctý ve vyřazovacím závodě a šestý ve scratchi. V roce 2024 se kvalifikoval na Letní olympijské hry v Paříží.

## Úspěchy

### Dráha
2021
- Mistr ČR – jízda dvojic (s Denisem Rugovacem), stíhací závod družstev (s Pavlem Kelemenem, Janem Krausem a Nicolasem Pietrulou)

2022
- Mistr ČR – vyřazovací závod, scratch, závod dvojic (s Denisem Rugovacem), stíhací závod družstev (s Denisem Rugovcem, Petrem Vávrou a Nicolasem Pietrulou)

2023
- Mistr ČR – závod dvojic (s Denisem Rugovcem), stíhací závod družstev

2024
- 7. místo na Letních olympijských hrách v madisonu (s Denisem Rugovacem)